# NGC 4905
NGC 4905 is een balkspiraalstelsel in het sterrenbeeld Centaur. Het hemelobject werd op 30 maart 1835 ontdekt door de Britse astronoom John Herschel.

## Dawson 164
Vanaf de aarde gezien bevindt het stelsel NGC 4905 zich schijnbaar net ten zuidwesten van de ster HD 113129, ook gecatalogiseerd als de dubbelster Dawson 164 (δ 164). Amateurastronomen kunnen Dawson 164 aanwenden als gidsdubbelster om het stelsel NGC 4905 op te zoeken. Dawson 164 was ontdekt en onderzocht door de Amerikaans-Argentijnse astronoom Bernhard Hildebrandt Dawson (1890-1960).

## Synoniemen
- ESO 443-31
- MCG -5-31-15
- AM 1258-303
- PGC 44902